# Virginia Slims of Houston 1974
Virginia Slims of Houston 1974  — жіночий тенісний турнір, що проходив на закритих кортах з килимовим покриттям Net-Set (West Side) Racquet Club у Х'юстоні (США) в рамках Світової чемпіонської серії Вірджинії Слімс 1974. Турнір відбувся вчетверте і тривав з 30 вересня до 6 жовтня 1974 року. Перша сіяна Кріс Еверт здобула титул в одиночному розряді й отримала за це 10 тис. доларів США.

## Фінальна частина

### Одиночний розряд
Кріс Еверт —  Вірджинія Вейд 6–3, 5–7, 6–1

### Парний розряд
Джанет Ньюберрі /  Венді Овертон —  Сью Стап /  Вірджинія Вейд 4–6, 7–5, 6–2

## Розподіл призових грошей
| Дисципліна       | П       | F      | ПФ     | ЧФ     | 1/8  | 1/16 |
| Одиночний розряд | $10,000 | $5,600 | $2,800 | $1,400 | $700 | $350 |